# William Burns
William Lawrie "Billy" Burns (født 24. marts 1875, død 6. oktober 1953) var en canadisk lacrossespiller, som deltog i OL 1904 i St. Louis.
Burns stammede fra Ontario, men kom til Winnipeg i 1883. Han var en dygtig allround-sportsmand, der blandt andet blev provinsmester i stangspring og fik flere gode tider i forskellige sprintdiscipliner. Han spillede også fodbold, men det blev lacrosse, han især dyrkede. Han spillede i flere år for et andet hold i byen, men i 1903 kom han til Shamrock Lacrosse Team, som blev provinsmestre, hvilket gav dem mulighed for at komme til OL 1904 i St. Louis. Fire hold var meldt til turneringen ved OL, to canadiske og to amerikanske, men det amerikanske hold fra Brooklyn Crescents blev udelukket, da de havde betalte spillere på holdet. Shamrock-holdet gik direkte i finalen, hvor de mødte det amerikanske hold fra St. Louis Amateur Athletic Association. Shamrock vandt kampen klart med 8-2.
Som 22-årig kom han til Canadian Pacific Railway, hvor han blev konduktør, en stilling han beklædte i 43 år, til han gik på pension i 1941.